# Ihar Majstrenka
Ihar Majstrenka (belarussisch Ігар Анатольевіч Майстрэнка; * 21. November 1959 in Minsk) ist ein ehemaliger sowjetischer Ruderer, der 1980 eine olympische Bronzemedaille gewann.
Der 1,90 m große Ihar Majstrenka von Dinamo Minsk trat bei den Weltmeisterschaften 1979 in Bled mit dem sowjetischen Achter an, der die Bronzemedaille hinter den Booten aus der DDR und aus Neuseeland gewann. Im Jahr darauf siegte bei den Olympischen Spielen 1980 in Moskau ebenfalls der DDR-Achter. Hinter dem britischen Boot erreichte der sowjetische Achter den dritten Platz, wobei im sowjetischen Boot sieben Ruderer aus dem Vorjahr dabei warten. 
1981 war Majstrenka bei den Weltmeisterschaften in München der letzte verbliebene Ruderer aus dem Achter von 1979, die 1980 hinzugekommenen Jonas Pinskus und Jonas Narmontas sowie sechs Neulinge vervollständigten die Crew. Dieser neue Achter gewann den Titel vor den Booten aus dem Vereinigten Königreich und den Vereinigten Staaten. Im Jahr darauf bildeten fünf Ruderer aus dem Weltmeisterboot von 1981 einen Vierer mit Steuermann, Majstrenka, Pinskus, Narmontas, Stasis Narushaitis und Steuermann Wladimir Nischegorodow belegten den vierten Platz bei den Weltmeisterschaften in Luzern. 1983 in Duisburg traten Majstrenka und Narushaitis mit Steuermann Petr Petrinitsch im Zweier mit Steuermann an und gewannen Silber hinter dem Boot aus der DDR. In der gleichen Besetzung belegte der Zweier den vierten Platz bei den Weltmeisterschaften 1985.